# Città di Acireale 1946
El Città di Acireale 1946 es un club de fútbol de Italia, con sede en Acireale, en Sicilia. Fue fundado en 1946 y refundado en 2006. Compite en la Serie D, cuarta categoría del fútbol italiano.

## Historia

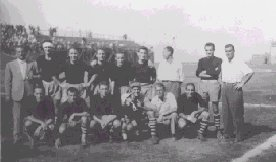
La plantilla del Acireale en la temporada 1946-47.

Fundado en el año 1929 como Società Sportiva Acireale, llegó hasta la Prima Divisione (la actual Serie C), antes de desaparecer en 1933. En 1946 fue refundado como  Associazione Sportiva Acireale. Desde a segunda mitad de los años 1960 hasta 1972 se llamó Acquapozzillo. Sus mejores resultados fueron el ascenso administrativo a la Serie B y la permanencia en la categoría de plata durante dos temporadas, desde 1993 a 1995.
En 2006, el Acireale no fue admitido al siguiente campeonato de Serie C1 debido a incumplimientos financieros; fue fundado un nuevo club, la Società Sportiva Dilettantistica Acireale Calcio, que se inscribió en el torneo regional de Promozione. En la temporada 2013-14 no pudo terminar el campeonato de Eccellenza por problemas económicos; sin embargo, en el verano de 2014 la A.S.D. Football Club Acireale se cambió el nombre a A.S.D. Acireale y adquirió el símbolo del equipo, comenzando su nueva etapa en el torneo de Eccellenza 2014-15. En 2018, asumió la denominación actual.

## Estadio

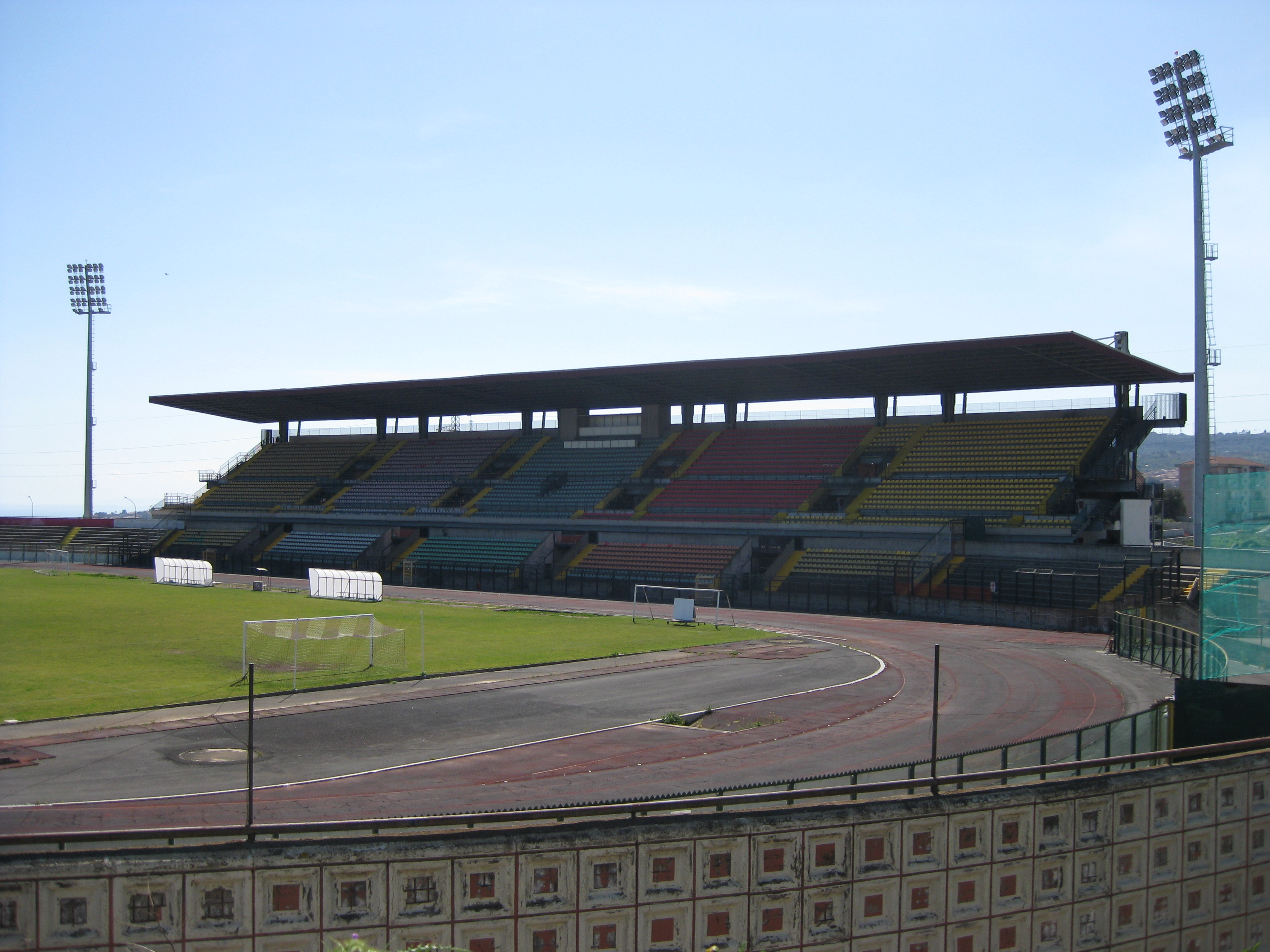
Estadio Aci e Galatea.

Juega de local en el Estadio Aci e Galatea de Acireale, que se llamó "Tupparello" hasta 2020, con capacidad para 6.800 espectadores.

## Palmarés

### Torneos interregionales
- Serie D (1): 1968-69 (Grupo I)
- Campionato Interregionale (1): 1988-89 (Grupo N)

### Torneos regionales
- Eccellenza Sicilia (1): 2009-10 (Grupo B)
- Promozione Sicilia (1): 2006-07 (Grupo C)
- Campionato Dilettanti (1): 1957-58